# Benjamin Constant (kommun)
Benjamin Constant är en kommun i Brasilien.   Den ligger i delstaten Amazonas, i den västra delen av landet, 2 700 km väster om huvudstaden Brasília. Antalet invånare är 33 391.
Följande samhällen finns i Benjamin Constant:
- Benjamin Constant

I omgivningarna runt Benjamin Constant växer i huvudsak städsegrön lövskog. Runt Benjamin Constant är det mycket glesbefolkat, med 2 invånare per kvadratkilometer.